# Дени, Симон
Симон-Жозеф-Александр-Клеман Дени (14 апреля 1755 — 1 января 1813) — бельгийский художник. Родился в Антверпене. Работал в основном в Риме.

## Биография
Дени учился в родном городе Антверпен, с пейзажистом и художником-анималистом Х. Ю. Антонисеном, который повлиял на стиль. Также на стиль художника повлияли работы Балтасара-Паювеля Оммеганка.
В 1780-х годах он переехал в Париж, где вскоре получил покровительство Жана Батиста Лебрена, чья поддержка помогла переехать ему в Рим в 1786 году. в Риме его картины начали привлекать благосклонное внимание.
Симон Денис был очень близок к фламандской общине и в 1789 году был избран главой фонда Сен-Жульена-де-Фламанд.
В 1804 году был избран в Академию святого Луки.
В 1806 году вернулся на родину, где и прожил остаток жизни.

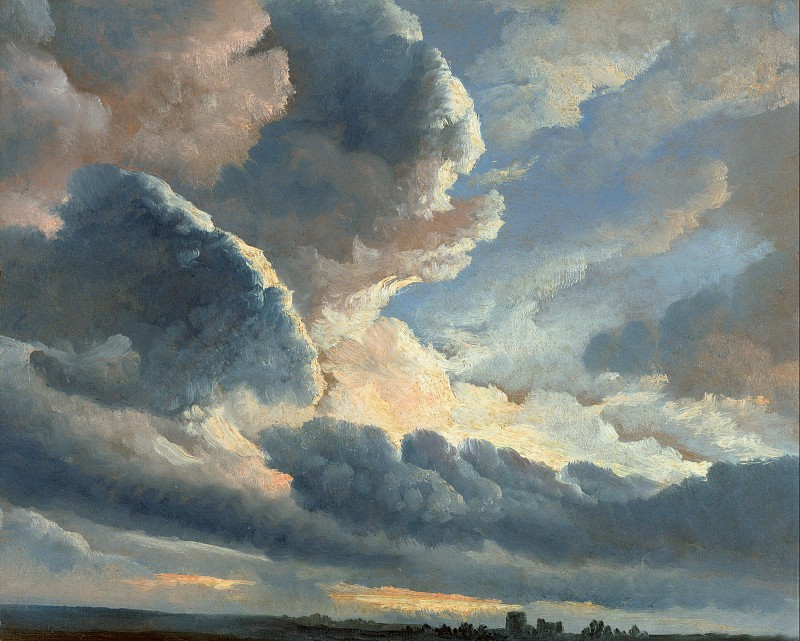
Музей Гетти Денис Симон-Жозеф-Александр (1755 Антверпен — 1813 Неаполь) — Штудия облаков с рассветом близ Рима 1786год.

## Личная жизнь
В 1787 году Симон Дени женился на местной девушке, имя которой не известно.
Он также был замечен в обществе французской художницы мадам Элизабет Ле Брун в 1789 году. С ней и Франсуа-Гийом Менагеот они путешествовали в город Тиволи, Италия.